# Spodnje Gorje
Spodnje Gorje je naselje u slovenskoj Općini Gorju. Spodnje Gorje se nalazi u pokrajini Gorenjskoj i statističkoj regiji Gorenjskoj. 

## Stanovništvo
Prema popisu stanovništva iz 2002. godine naselje je imalo 997 stanovnika.